# ديبورا ريبر
هي كاتبة في مجال أدب الشباب الخيالي وغير خيالي. عملت سابقًا في تلفزيون الأطفال. ألفت العديد من الكتب، من ضمنهم الكتاب الصادر مؤخرًا«In Their Shoes». ساهمت أيضًا في سلسلة مساعدة ذاتية للمراهقين شوربة دجاج للروح: الصفقة الرابحة. عاشت ديبورا مع زوجها وإبنها في مدينة سياتل واشنطن. 

## ببليوجرافيا
- إهدئي ، 2008، ردمك(ردمك 1-4169-5526).
- في مواقفهم 2007, (ردمك 1-4169-2578-3).
- إنها حياتي: دليل الصداقة 2007, (ردمك 1-931843-58-9).
- شوربة دجاج لروح المراهقة: تحديات الصفقة الحقيقية: قصص عن الإضطرابات والخسائر والفوضى والضغوط والمزيد، 2006.
- شوربة دجاج لروح المراهقة: الأصدقاء الحقيقيون، 2005.
- أركض من أجل حياتك: كتاب لبدء العداءات، 2005.
- شوربة دجاج لروح المراهقة: مدرسة الصفقة الحقيقية، 2005.
- Blue un día de lluvia 2005, (أفضل يوم ممطر ل بلو) (ردمك 1-4169-0068-3).